# Mysidia subfusca
Mysidia subfusca är en insektsart som beskrevs av Metcalf 1938. Mysidia subfusca ingår i släktet Mysidia och familjen Derbidae. Inga underarter finns listade i Catalogue of Life.